# Kierkegaard Studies Yearbook
Kierkegaard Studies Yearbook  (Anuario de Estudios Kierkegaardianos) es una revista académica de filosofía revisada por pares que cubre el estudio de la filosofía y el pensamiento del pensador danés Søren Kierkegaard. Editada por Heiko Schulz, Jon Stewart y Karl Verstrynge, la revista emplea los siguientes idiomas: inglés, francés y alemán. Fue fundada en 1996 y es publicada por la editorial Walter de Gruyter, en nombre de la International Kierkegaard Society.